# Saint-Bonnet-de-Vieille-Vigne
Saint-Bonnet-de-Vieille-Vigne è un comune francese di 196 abitanti situato nel dipartimento della Saona e Loira nella regione della Borgogna-Franca Contea.

## Società

### Evoluzione demografica
Abitanti censiti